# 雷姆利亞大陸
雷姆利亞大陸（英語：Lemuria；發音： /lɪˈmjʊəriə/），又譯利莫里亞大陸或狐猴洲，最早是由英國動物學家菲利普·斯克萊特所提出，是假設的大陸，位於印度洋海域，介乎馬達加斯加島、泰米爾納德邦及西澳之間。早年根据陆桥假说，若在马达加斯加岛和印度之间无狐猴洲作為陆桥的话，那麼狐猴不能具有现在的分布状态，然而雷姆利亞大陸的存在假設於板塊活動學說盛行後不再被重視，因為大陸所在地並沒有地殼運動的痕跡。

## 印度傳說
部分泰米尔作家，如德凡亞·巴瓦納，認為雷姆利亞大陸即是在印度次大陸南部的傳說的庫馬里坎達姆或库马拉德邦（Kumara Nadu）

## 现代考证
由于现代地理科学技术考察结果不支持“印度洋上100万年之内存在过独立的大陆”这一理论，一些历史学家转而认为古籍中所提到的雷姆利亚大陆其实就是澳大利亚大陆。

## 神祕學
雷姆利亞大陸的傳說很多時都在神秘學的著作裡出現，特別是伴隨着火星人、昴星人或來自七姊妹星團的傳說。他們認為雷姆利亞大陸與地球上的古文明相關，曾經有過高度文明，並啟迪隨後之文明，但現時已因為一次一萬年前的災難而沉入海底。

## 參看
- 凱爾蓋朗海台
- 庫馬里坎達姆（英语：Kumari Kandam）
- 姆大陆
- 亚特兰蒂斯
- 多格蘭